# یونیتارینیسم
یونیتارینیسم یا توحیدگرائی (به انگلیسی: Unitarianism) یکی از جنبش‌های مذاهب مسیحیت است. طرفداران این جنبش بر این باورند که وجود خدا واحد است و از این نظر دیدگاه متفاوتی با تثلیث مقدس (خدای پدر، خدای پسر و خدای روح‌القدس) دارند. آنان همچنین معتقدند که باید به‌آمیزه‌ای از اصول دین یهودی و دین مسیحی عمل کند. مسیحیان کاتولیک و پروتستان و ارتودوکس ، یکتا‌پرست هستند، امّا باور دارند خدا خود را در سه شخصیّت به انسان‌ها می‌شناساند. توحیدگرایان در مقابل باور دارند خدا خود را با یک شخصیت، به انسان‌ها آشکار می‌کند و تفسیر متفاوتی از "پدر، پسر، روح القدس" ارائه می دهند.
عمل‌گرایی اجتماعی این عدّه از مسیحیان در حدی است که نظرات باز تمامی افراد این فرقه با تمسک به مناسبی چون یهودیت و مسیحیت تأمین شود. اعضای این فرقه عقیده دارند حق فردیت برای اعضا و پیروان محترم است و آن‌ها می‌توانند با چرخش‌های مختلف به نکات ابهام‌آمیز پاسخ گویند. نبود هیچ‌گونه محدودیت عملی و آئینی از بارزه‌های اصلی این دسته است.
نیوتون یکی از چهره های مشهور مسیحیان توحیدگرا بود.